# Igreja Católica na Libéria
A Igreja Católica na Libéria é parte da Igreja Católica universal, em comunhão com a liderança espiritual do Papa, em Roma, e da Santa Sé. A sociedade liberiana é amplamente tolerante em relação à religião, e os grupos religiosos geralmente têm convivência pacífica entre si. Os cristãos protestantes representam o maior grupo religioso, mas o sincretismo religioso é relativamente comum.

## História
Os missionários portugueses visitaram a região costeira a partir do século XV, e os jesuítas e capuchinhos de Serra Leoa fundaram um apostolado intermitente 200 anos depois. Os assentamentos de negros, libertados da escravidão nos Estados Unidos, começaram a se formar em 1822 e, desde a sua fundação, a Libéria foi um reduto da atividade missionária protestante. Os bispos católicos americanos e a Congregação para a Propagação da Fé manifestaram grande preocupação pelos colonos católicos expatriados. Em 1833, o bispo John England, de Charleston, Carolina do Sul, solicitou a Roma que missionários fossem enviados para cuidar de colonos católicos negros. O Papa Gregório XVI então pediu aos bispos da Filadélfia e Nova York que enviassem um padre. Eles chegaram em 1842: Edward Barron, um padre irlandês da Filadélfia, e John Kelly (1802-1866), um padre irlandês da Albânia, com Denis Pindar (1823-1844), um catequista leigo irlandês. Barron tornou-se o primeiro bispo do Vicariato Apostólico das Duas Guinés (criado em 1842), um imenso território que abrangia toda a África Ocidental, do Senegal ao rio Orange, na África Austral. Ele retornou à Libéria em 1844, depois de recrutar sete padres e três leigos na Europa. A missão foi abandonada antes do final do ano porque os missionários haviam morrido ou estavam com problemas de saúde devido ao clima úmido da região. Barron renunciou ao cargo e voltou para os Estados Unidos.
A Congregação do Espírito Santo de Serra Leoa se estabeleceram em Monróvia, uma missão que durou de 1884 a 1886. Quando a Prefeitura Apostólica da Libéria foi criada, em 1903, (e o vicariato em 1934), foi confiada aos Monfortinos, que permaneceram por um ano no clima insalubre. A Sociedade das Missões Africanas (SMA) chegou em 1906 e se encarregou da missão. Em 1928, havia 3.350 católicos, principalmente entre as tribos costeiras.
A Libéria permaneceu como prefeitura apostólica até 1934, quando John Collins, SMA, foi ordenado bispo e nomeado vigário apostólico. Em 1950, o vicariato foi dividido quando se estabeleceu a prefeitura apostólica de Cape Palmas; esta última jurisdição foi elevada ao status de vicariato em 1962. O primeiro padre etnicamente liberiano, Patrick Kla Juwle, foi ordenado em 1946. Em 1972, foi ordenado como o primeiro bispo católico da Libéria e foi nomeado Vigário Apostólico de Cape Palmas. A hierarquia da Igreja Católica liberiana foi formalmente estabelecida em 1981, quando Monróvia se tornou uma arquidiocese e teve a Diocese de Cape Palmas como uma sufragânea. A Sé Metropolitana de Monróvia foi dividida em 1986, quando surgiu a Diocese de Gbarnga, também sufragânea.
O flagrante desrespeito pelas liberdades civis provocou um confronto entre os líderes da Igreja e as autoridades civis e militares. O Secretariado Nacional Católico, com sede em Monróvia, defendeu os direitos humanos e as liberdades civis através de um jornal e estação de rádio; como a posição da Igreja era forte entre os povos indígenas que o governo pretendia representar, sua voz não pôde ser silenciada.
A Primeira Guerra Civil da Libéria gerou um saldo de 200.000 mortos e mais de 800.000 refugiados. O conflito prejudicou gravemente a realidade católica, particularmente porque a Igreja dependia muito de suas escolas, instituições de saúde e serviços sociais. As instalações da igreja sofreram grande dano físico; alguns, incluindo os da capital Monróvia, foram totalmente destruídos. Muitas congregações religiosas foram dispersas, muitos missionários forçados a sair. Embora não seja um alvo declarado de nenhuma das facções militares, a Igreja perdeu um sacerdote missionário de Gana em 1991, e cinco irmãs missionárias americanas no ano seguinte, todos executados. Em outubro de 1994, dois bispos do país foram forçados a deixar a Libéria, e o arcebispo Michael Francis foi o único a permanecer, graças à proteção oferecida por uma força de paz da África Ocidental. Os leigos católicos mantiveram o catolicismo vivo entre as pessoas durante a guerra civil, especialmente nas áreas onde as escolas haviam deixado de funcionar. Os católicos, trabalhando com o Conselho ecumênico de Igrejas da Libéria, patrocinaram grandes programas de assistência humanitária e assistência social; seu trabalho entre os refugiados, pessoas deslocadas e exilados mostrou-se consistente e efetivo. A defesa dos direitos humanos e o apoio ativo da paz e da evolução democrática continuaram a ser foco das cartas pastorais e discursos dos bispos da Libéria durante a guerra civil, que terminou em 1997, quando eleições livres levaram o presidente rebelde Charles Ghankay Taylor ao poder.

## Atualmente
Taylor foi um defensor do cristianismo. Como exemplo, em 1999 despediu a maioria de seu gabinete depois de vários membros não comparecerem a uma reunião de oração. No final de 2000, o conflito armado na região norte havia recomeçado em meio a acusações de corrupção contra Taylor e seu governo. Nesse mesmo ano, restavam apenas 51 paróquias na Libéria, comandadas por 52 padres, dos quais 26 eram religiosos. Menos de 100 outros religiosos permaneceram no país, a maioria dos quais cuidava das 34 escolas primárias católicas e 26 secundárias da Libéria. Ordens ativas na região incluíam os Hospitalários de São João de Deus, Missionários da Imaculada Conceição, Salesianos e Irmãs Hospitaleiras do Sagrado Coração de Jesus.
Em 15 de fevereiro de 2003, os bispos da Libéria, Serra Leoa e Gâmbia visitaram pessoalmente o então Papa João Paulo II. Suas palavras aos liberianos foram:
| “ | Embora os vossos Países continuem a enfrentar desafios humilhantes, uno-me a vós na ação de graças a Deus pelos grandes progressos alcançados no restabelecimento da paz na Libéria e em Serra Leoa. Ao mesmo tempo, estou preocupado com os recentes acontecimentos na região circunvizinha, que poderiam ameaçar os esforços permanentes em ordem ao restabelecimento da estabilidade. O caminho para a paz é sempre difícil. Contudo, estou persuadido de que o compromisso e a boa vontade das pessoas interessadas neste processo podem ajudar a construir, uma vez mais, uma cultura de respeito e de dignidade. A Igreja, que tem sofrido enormemente em virtude destes conflitos, deve manter a sua vigorosa posição, a fim de proteger os indivíduos que não têm voz. Meus estimados Irmãos no Episcopado, exorto-vos a trabalhar incansavelmente pela reconciliação e a dar testemunho autêntico da unidade, mediante gestos de solidariedade e de apoio às vítimas de várias décadas de violência. | ” |
|   | — Papa São João Paulo II na visita ad limina apostolorum dos bispos da Libéria, Serra Leoa e Gâmbia. |   |

A Libéria é um país religiosamente pacífico, e a tolerância religiosa é amplamente defendida pela sociedade em geral. A Igreja Católica liberiana, muito envolvida no trabalho social e caritativo no país, foi duramente afetada pelo surto de ebola que atingiu boa parte da África Ocidental. A Ordem Hospitaleira de São João de Deus na Libéria e em Serra Leoa perdeu quatro irmãos religiosos, uma irmã religiosa e três trabalhadores leigos nos hospitais de Monróvia e Lunsar. Eles contraíram a doença por contato com pacientes. Em resposta à propagação da doença, a Santa Sé, apresentou no dia 7 de janeiro de 2015 um documento contendo um plano de ação da Igreja para auxiliar melhor nessa situação, incluindo o envio de 3 milhões de euros como "resposta concreta à emergência", sendo o valor distribuído para as comunidades da Guiné, Libéria e Serra Leoa.
Em 2018 a Libéria tornou-se o 153º país a receber a Sociedade de São Vicente de Paulo (SSVP), tendo contado com a ajuda de membros da ordem de Serra Leoa, Nigéria e Zâmbia. O país já possui 156 membros da SSVP. Após a adoção de medidas para combater a propagação da COVID-19, a Conferência Episcopal liberiana manifestou preocupação com o número crescente de violações dos direitos humanos por parte das várias agências de segurança do país, e reforçou a necessidade de agir dentro dos limites da lei.

## Organização territorial
O catolicismo está presente no território com uma arquidiocese e duas dioceses de rito romano, sujeitas à Província Eclesiástica de Monróvia, além da Eparquia da Anunciação de Ibadan, sediada na Nigéria e presente em diversos países africanos, incluindo a Libéria, e é voltada para os fiéis católicos que seguem o rito maronita.
| Circunscrições eclesiásticas católicas da Libéria | Circunscrições eclesiásticas católicas da Libéria | Circunscrições eclesiásticas católicas da Libéria | Circunscrições eclesiásticas católicas da Libéria | Circunscrições eclesiásticas católicas da Libéria | Circunscrições eclesiásticas católicas da Libéria |
| Diocese                                           | Rito                                              | Ano de ereção                                     | Catedral                                          | Mapa                                              | Ref.                                              |
| ------------------------------------------------- | ------------------------------------------------- | ------------------------------------------------- | ------------------------------------------------- | ------------------------------------------------- | ------------------------------------------------- |
| Arquidiocese de Monróvia                          | Romano                                            | 1903                                              | Catedral do Sagrado Coração                       |                                                   | [ 15 ]                                            |
| Diocese de Cape Palmas                            | Romano                                            | 1950                                              | Catedral de Santa Teresinha do Menino Jesus       |                                                   | [ 16 ]                                            |
| Diocese de Gbarnga                                | Romano                                            | 1961                                              | Catedral do Espírito Santo                        |                                                   | [ 17 ]                                            |
| Eparquia da Anunciação de Ibadan                  | Maronita                                          | 2014                                              | Catedral de Nossa Senhora da Anunciação (Nigéria) |                                                   | [ 14 ]                                            |

## Conferência Episcopal
A reunião dos bispos do país forma a Conferência dos Bispos Católicos da Libéria, que foi criada em 1999.

## Nunciatura Apostólica
A Delegação Apostólica da Libéria foi criada em 1929, e foi elevada a Internunciatura Apostólica, e depois a Nunciatura Apostólica em 1951 e 1966, respectivamente.